# Râul Arieș, Mureș
Arieș (în latină Aureus, maghiară Aranyos, de la arany „aur”; cele mai vechi atestări latină Crisola (din elină) și latină Auratus) este un râu în Transilvania, vestul României. 

## Generalități
Izvorăște din Munții Bihorului, care fac parte din Munții Apuseni. Are o lungime de apoximativ 164 km. Se varsă în Mureș în aval de Luduș. Curge prin județele Alba și județul Cluj. Orașele Turda, Câmpia Turzii și Baia de Arieș se află pe râul Arieș. 
Râul Arieș se formează în zona localității Mihoești la confluența a două brațe Arieșul Mare și Arieșul Mic.
Teritoriul străbătut de Râul Arieș se numește și Țara Moților, o regiune rustică pitorească. Bazinul râului cuprinde o regiune minieră foarte importantă (Roșia Montană, Baia de Arieș, Bucium), bogată în aur, argint etc.
Numele maghiar (Aranyos) înseamnă "aurit", o referire la aurul din râu (lat. aureus).
Unele așezări din zonă, precum Baia de Arieș, Arieșeni, Ghiriș-Arieș (vechiul nume al Câmpiei Turzii), Gura Arieșului, Luncani, și diviziuni administrative (ex. Scaunul Secuiesc al Arieșului, al cărui teritoriu a fost înglobat în 1876 în comitatul Turda-Arieș) evocă numele râului.
Augustin Vancea  descrie 7 niveluri de tufuri neogene pe malul stâng al râului Arieș între Turda și Câmpia Turzii, cu grosimi între 1 - 8 m. Acestea formează praguri pe cursul Arieșului, care au împiedecat în trecut transportul sării cu plute de la Salina Turda la porturile de îmbarcare ale sării de la Mirăslău, Decea și Alba Iulia.

## Hărți
- Munții Trascău  Arhivat în 11 octombrie 2008, la Wayback Machine.
- Harta Munților Apuseni
- Harta județului Alba
- Harta munții Bihor-Vlădeasa  Arhivat în 9 iunie 2008, la Wayback Machine.

## Imagini

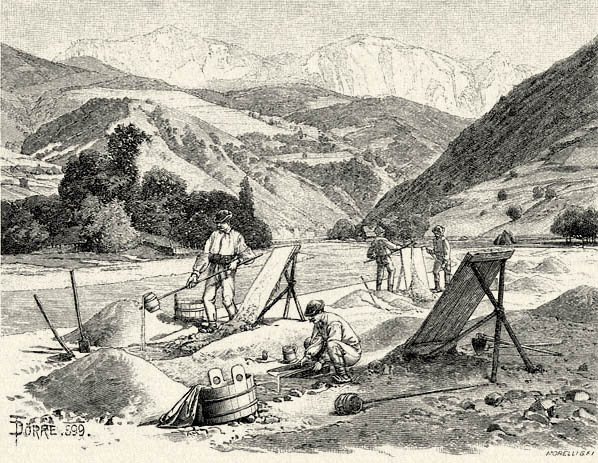
Căutători de aur pe Valea Arieșului (gravură din sec. XIX)
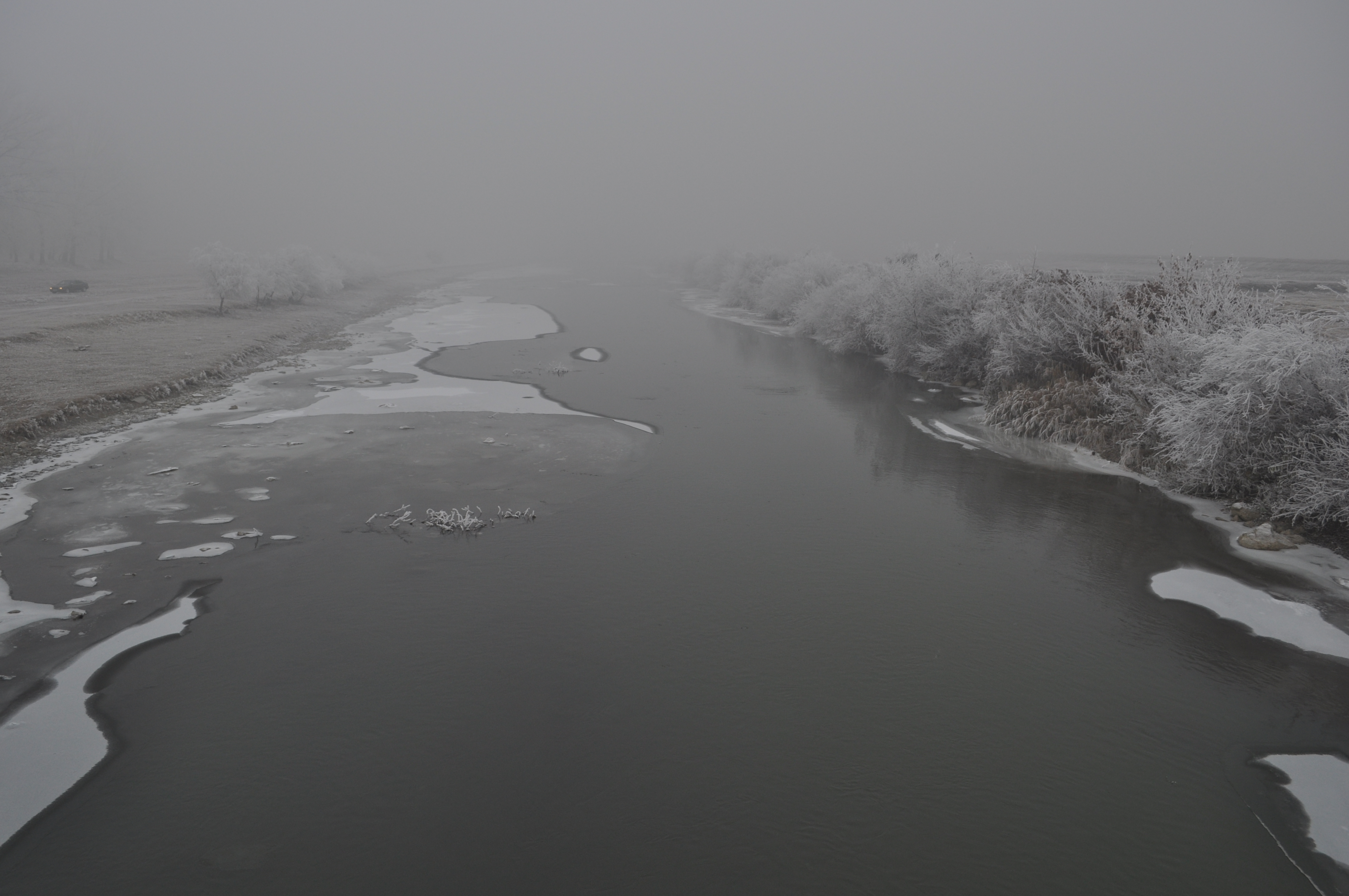
Arieșul la Turda
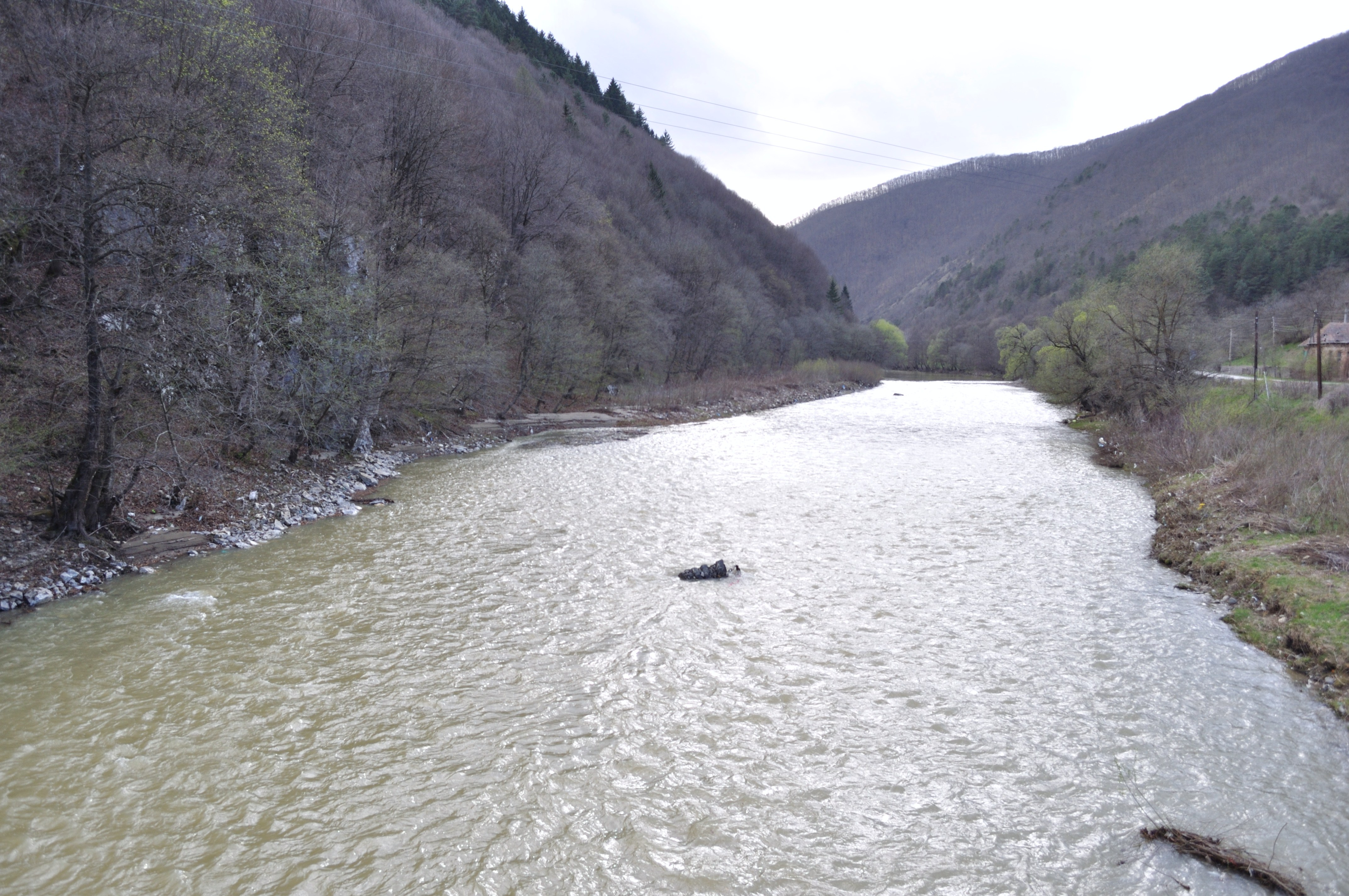
Arieșul la Buru
Râul Arieș la Sălciua de Jos
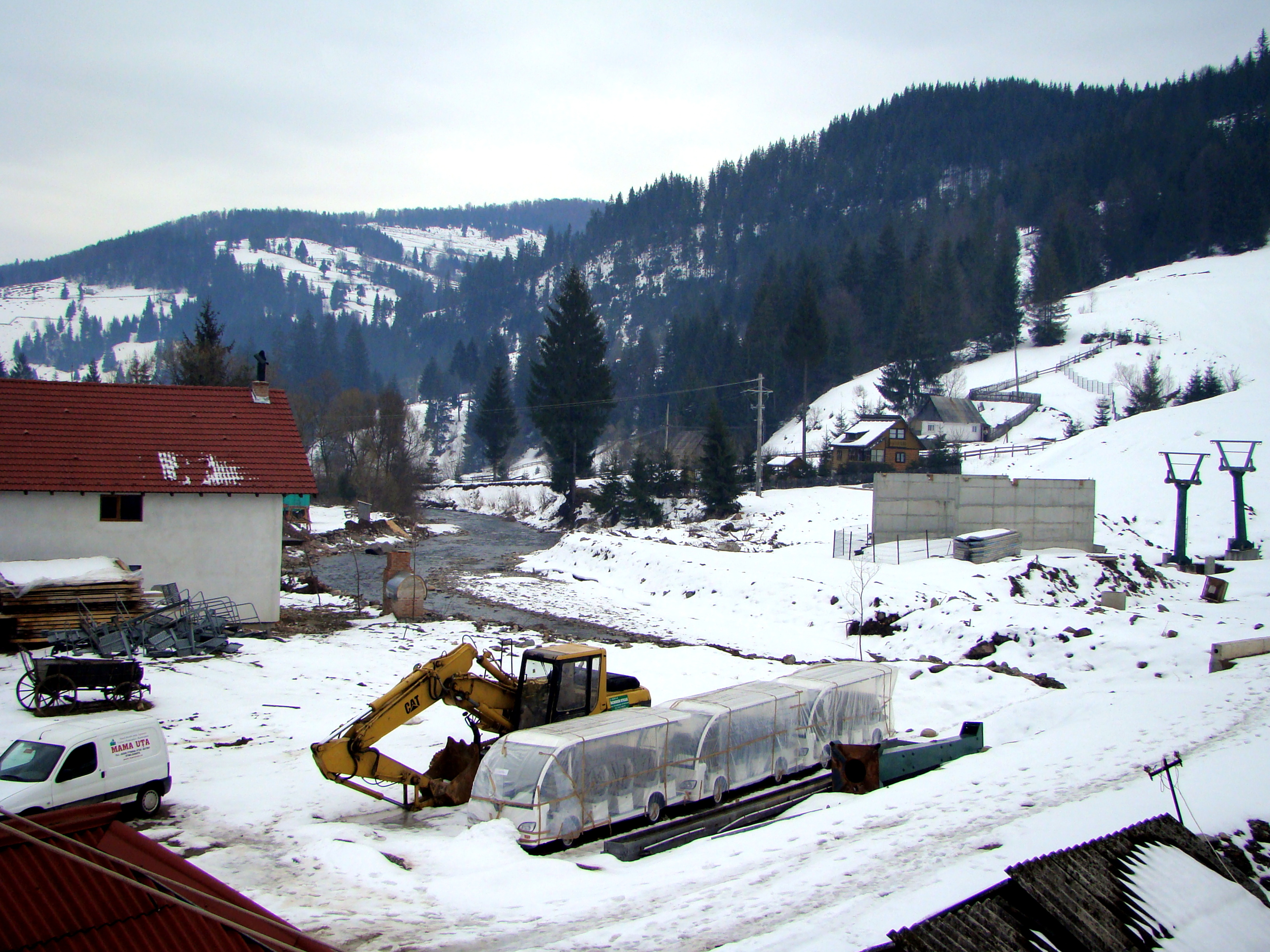
Arieșul în cursul superior lângă Arieșeni
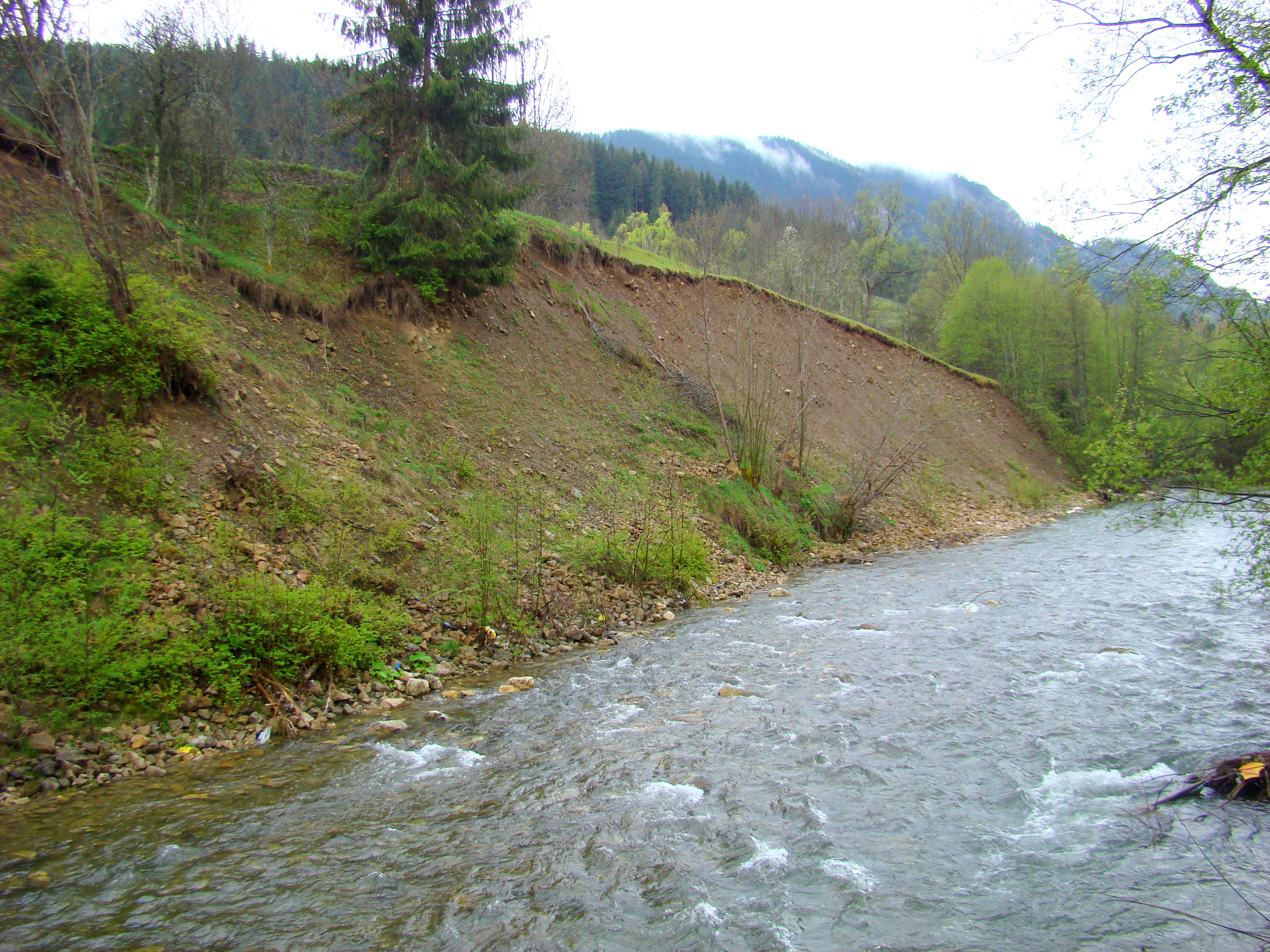
Arieșul la Vidra
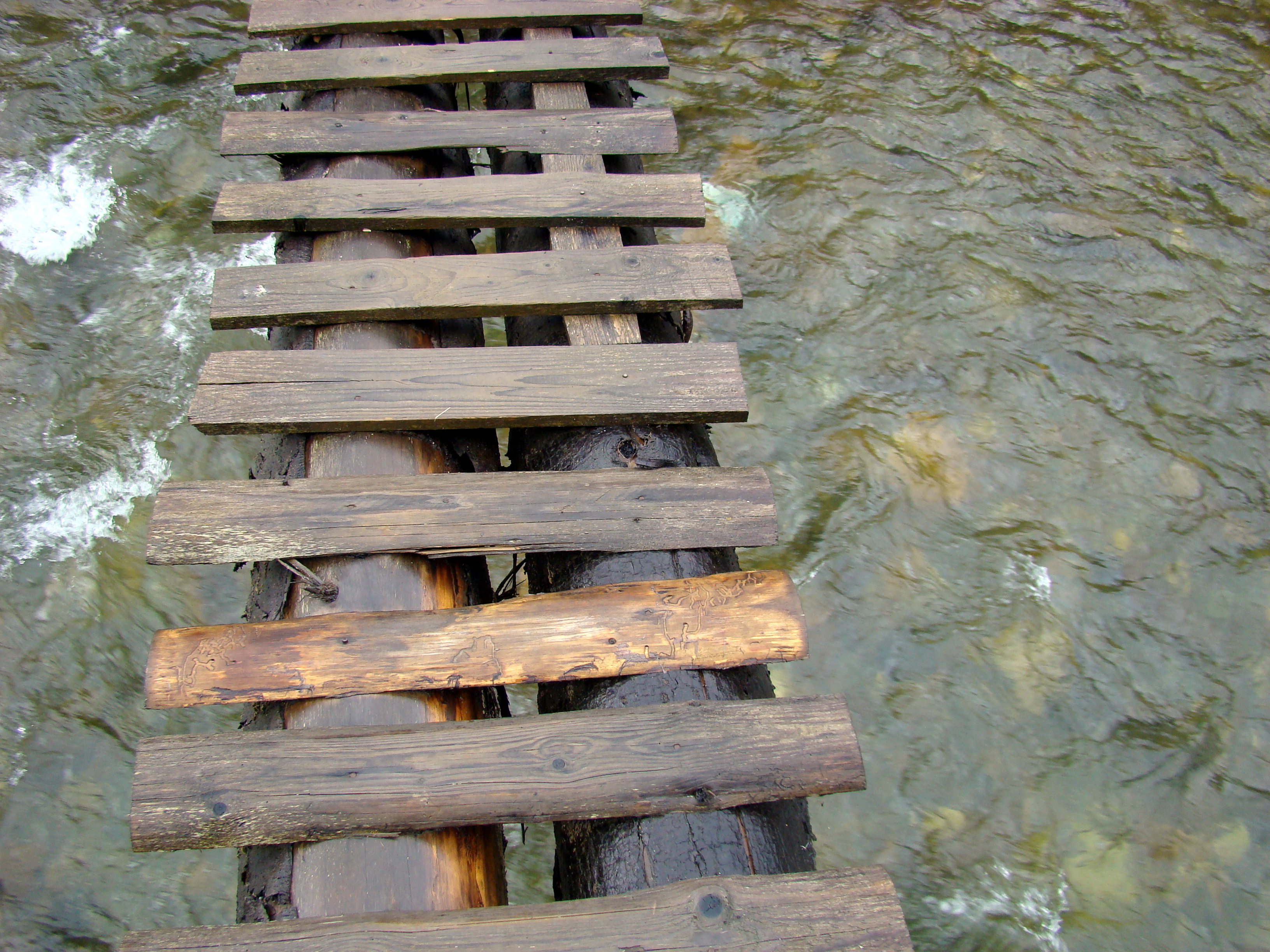
Punte de lemn peste Arieș
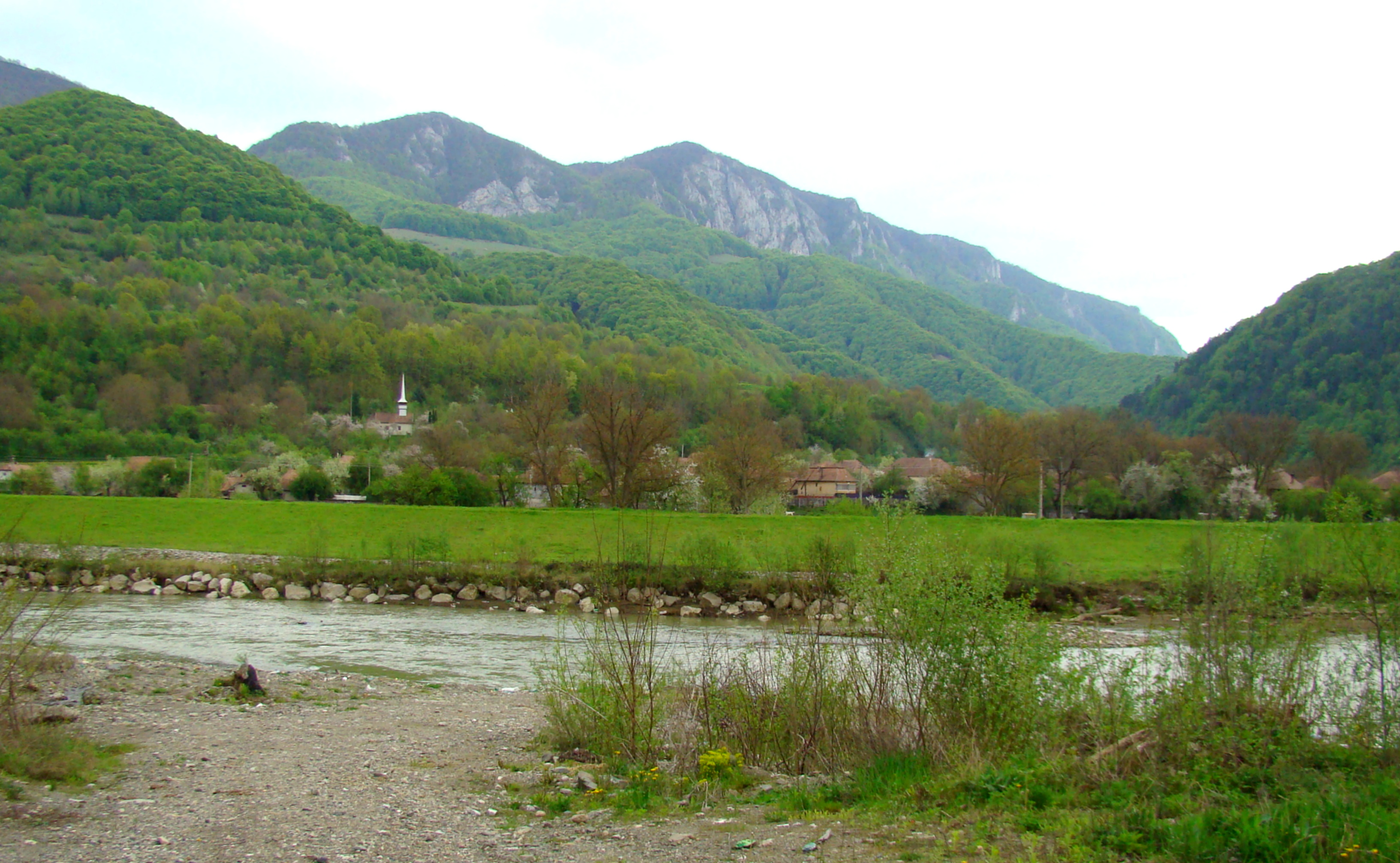
Arieșul în cursul superior
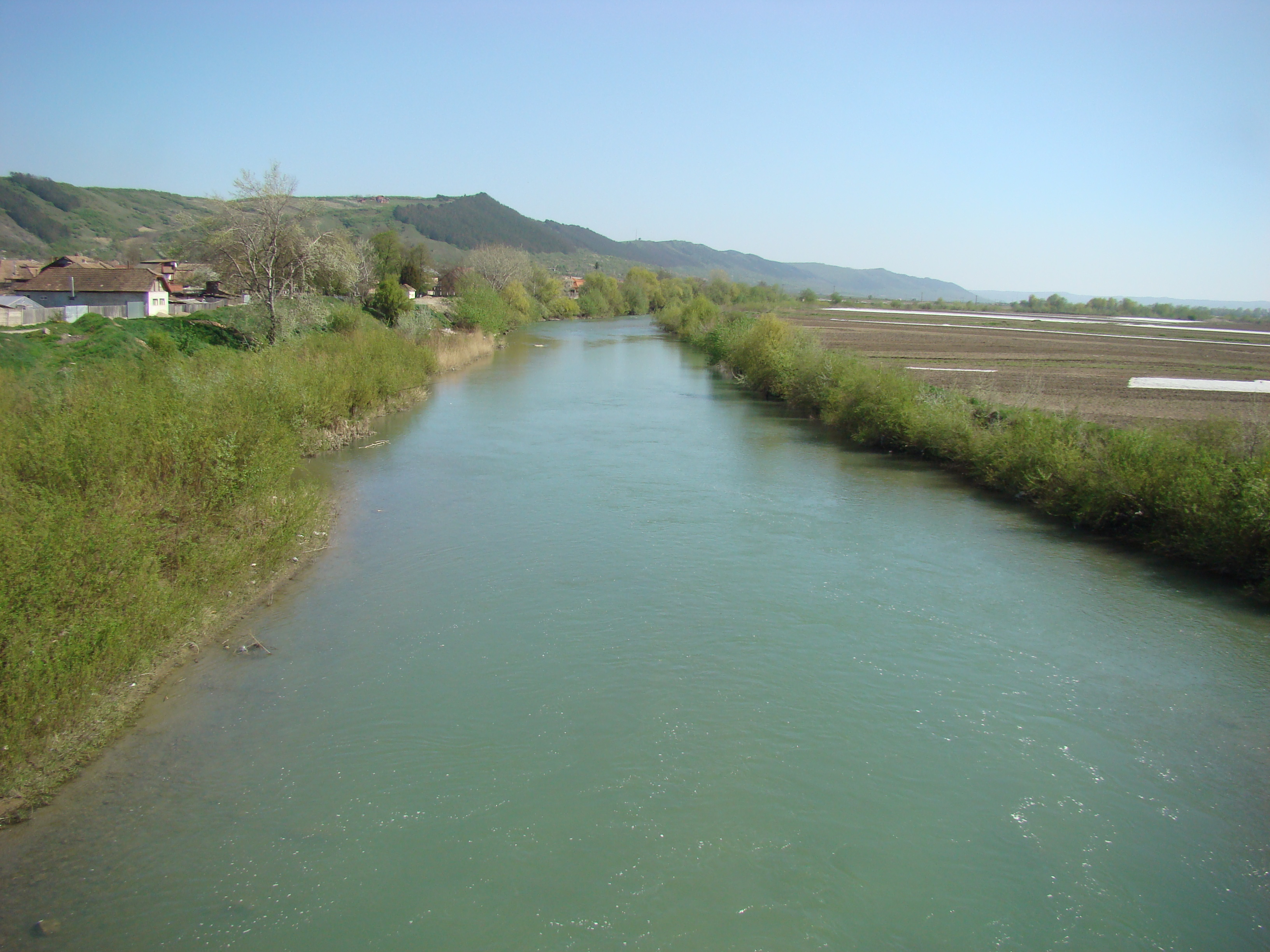
Râul Arieș la Viișoara, Cluj
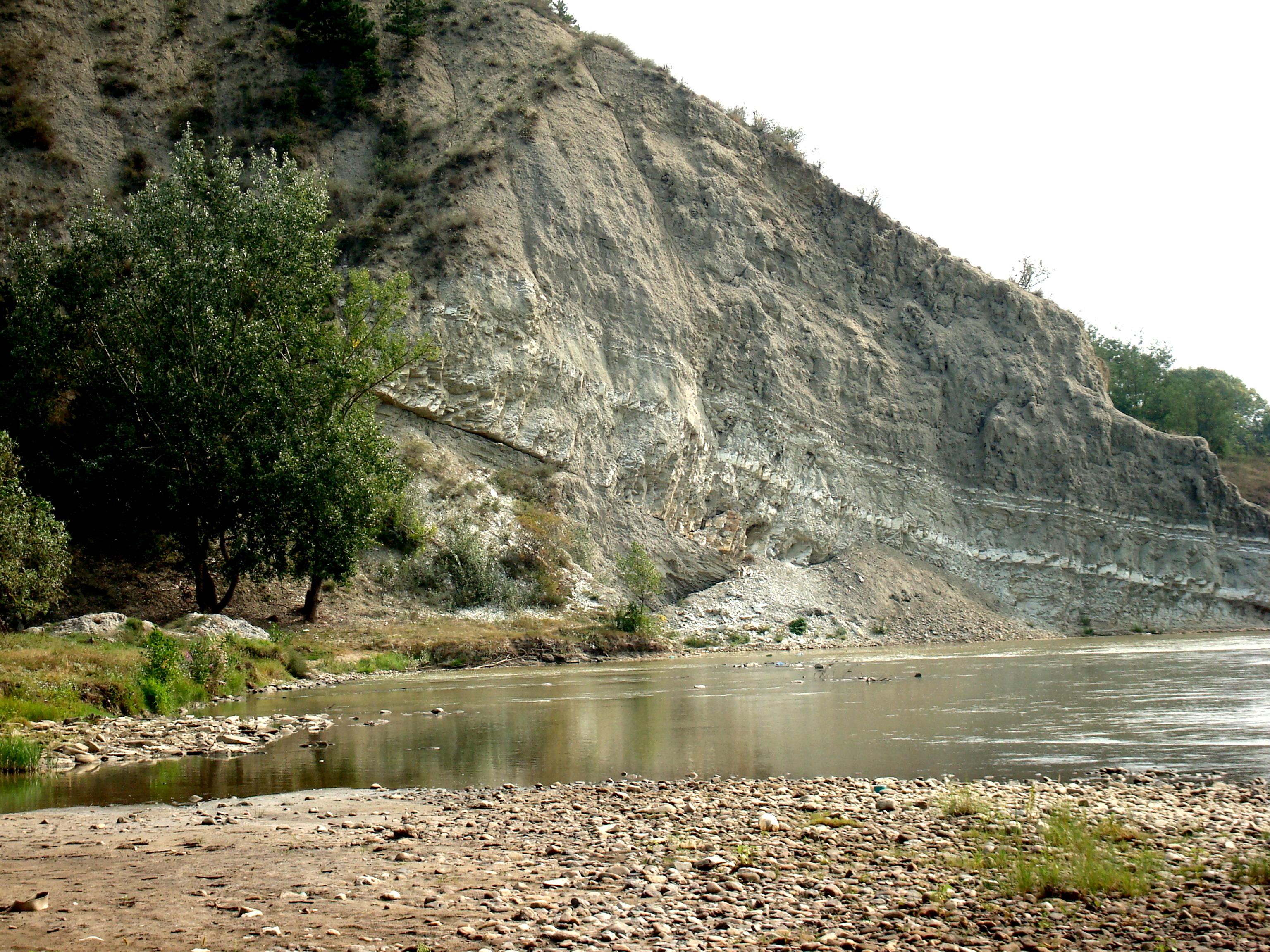
Strat înclinat de tuf vulcanic neogen la vărsarea pârâului Aluniș în râul Arieș. Formează un prag in Aries.
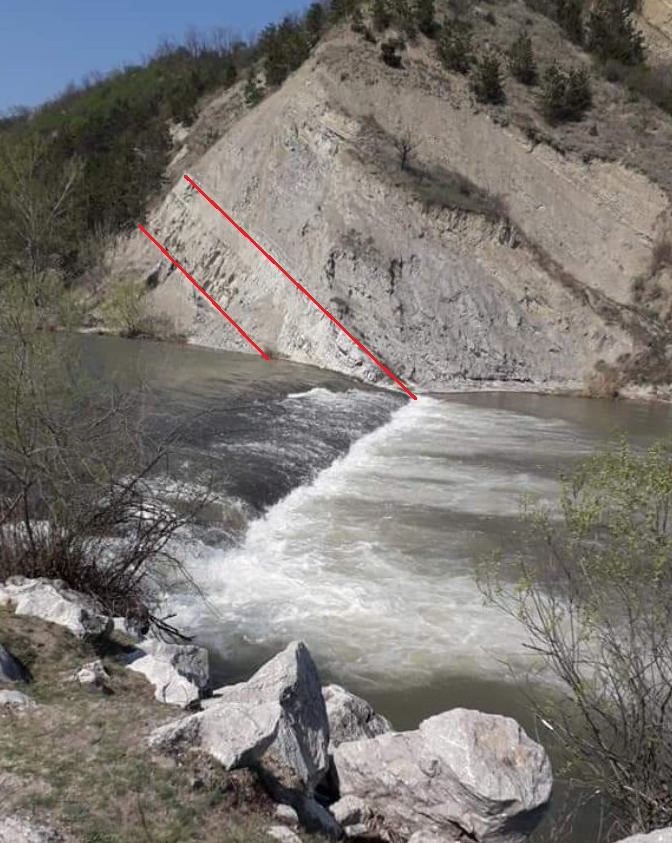
Strat înclinat de tuf vulcanic neogen la „Gâtul Poienii” din Turda, la vărsarea pârâului Aluniș în râul Arieș. Cauzează pragul din Arieș.